# ズィーリン県
ズィーリン県（ズィーリンけん、ベトナム語：Huyện Di Linh / 縣夷靈?）は、ベトナム社会主義共和国ラムドン省の県。面積は1,614.64km²、人口は166,350人（2017年）である。

## 行政区画
1市鎮18社から構成される。